# Hippodrome de Malleville
 (avril 2025).
L'hippodrome de Malleville se situe à Ploërmel dans le Morbihan.
Créé en 1905 dans le parc du château de Malleville, c'est un hippodrome ouvert au galop, à l'obstacle et au trot avec une piste de 2 900 m en herbe avec corde à droite. Sa saison de course a lieu traditionnellement sur trois jours en septembre.